# ADPRH
ADPRH (англ. ADP-ribosylarginine hydrolase) – білок, який кодується однойменним геном, розташованим у людей на 3-й хромосомі. Довжина поліпептидного ланцюга білка становить 357 амінокислот, а молекулярна маса — 39 507.
| 10         |  | 20         |  | 30         |  | 40         |  | 50         |
| ---------- |  | ---------- |  | ---------- |  | ---------- |  | ---------- |
| MEKYVAAMVL |  | SAAGDALGYY |  | NGKWEFLQDG |  | EKIHRQLAQL |  | GGLDALDVGR |
| WRVSDDTVMH |  | LATAEALVEA |  | GKAPKLTQLY |  | YLLAKHYQDC |  | MEDMDGRAPG |
| GASVHNAMQL |  | KPGKPNGWRI |  | PFNSHEGGCG |  | AAMRAMCIGL |  | RFPHHSQLDT |
| LIQVSIESGR |  | MTHHHPTGYL |  | GALASALFTA |  | YAVNSRPPLQ |  | WGKGLMELLP |
| EAKKYIVQSG |  | YFVEENLQHW |  | SYFQTKWENY |  | LKLRGILDGE |  | SAPTFPESFG |
| VKERDQFYTS |  | LSYSGWGGSS |  | GHDAPMIAYD |  | AVLAAGDSWK |  | ELAHRAFFHG |
| GDSDSTAAIA |  | GCWWGVMYGF |  | KGVSPSNYEK |  | LEYRNRLEET |  | ARALYSLGSK |
| EDTVISL    |  |            |  |            |  |            |  |            |

A: Аланін

C: Цистеїн

D: Аспарагінова кислота

E: Глутамінова кислота

F: Фенілаланін

G: Гліцин

H: Гістидин

I: Ізолейцин

K: Лізин

L: Лейцин

M: Метіонін

N: Аспарагін

P: Пролін

Q: Глутамін

R: Аргінін

S: Серин

T: Треонін

V: Валін

W: Триптофан

Кодований геном білок за функцією належить до гідролаз. 
Білок має сайт для зв'язування з іонами металів, іоном магнію, калію. 